# Anna Fjodorovna Romanova orosz nagyhercegné
Anna Fjodorovna orosz nagyhercegné, született Julianna szász–coburg–saalfeldi hercegnő (németül: Prinzessin  Juliane von Sachsen–Coburg–Saalfeld, oroszul: Великая Княжна Анна Фёдоровна Романова, teljes nevén Juliane Henriette Ulrike; Coburg, 1781. szeptember 23. – Bern, 1860. augusztus 15.) szász–coburg–saalfeldi hercegnő, házassága révén orosz nagyhercegné.

## Élete
Julianna hercegnő 1781-ben született Ferenc szász–coburg–saalfeldi herceg és Auguszta reuss–ebersdorfi grófnő harmadik gyermekeként. Egyik unokahúga maga Viktória brit királynő volt, míg öccséből később  I. Lipótként Belgium királya lett.
II. Katalin orosz cárnő, mikor feleséget keresett unokája, Konsztantyin Pavlovics orosz nagyherceg számára, meghívta Julianna hercegnőt és két nővérét, Zsófia és Antonietta hercegnőket Szentpétervárra, ahol a cárnő személyesen választotta ki a nagyherceg jövendőbelijét. Az uralkodónő az ekkor alig tizenöt éves Julianna hercegnő mellett döntött, aki az orosz cári család szokásainak megfelelően áttért az ortodox hitre, és felvette az „Anna Fjodorovna” nevet. Konsztantyin Pavlovics nagyherceg Szentpétervárott, 1796. február 26-án vette feleségül a hercegnőt.
A házasság a kezdetektől fogva halálra volt ítélve. Anna nagyhercegné nem szerette a férjét, aki durva és nyers volt vele szemben, és jóformán csak a katonáskodás érdekelte; ezenfelül a hercegnőnek nehezére esett beilleszkednie új hazájába és követnie annak szokásait, hagyományait. 1799-ben Anna Fjodorovna elhagyta férjét, és hazatért Coburgba. 1801-ben rövid idő erejéig újra visszatért Oroszországba, hogy megpróbáljon békét kötni Konsztantyin nagyherceggel. A kísérlet azonban kudarcba fulladt, a nagyhercegné pedig véglegesen elhagyta Oroszországot.

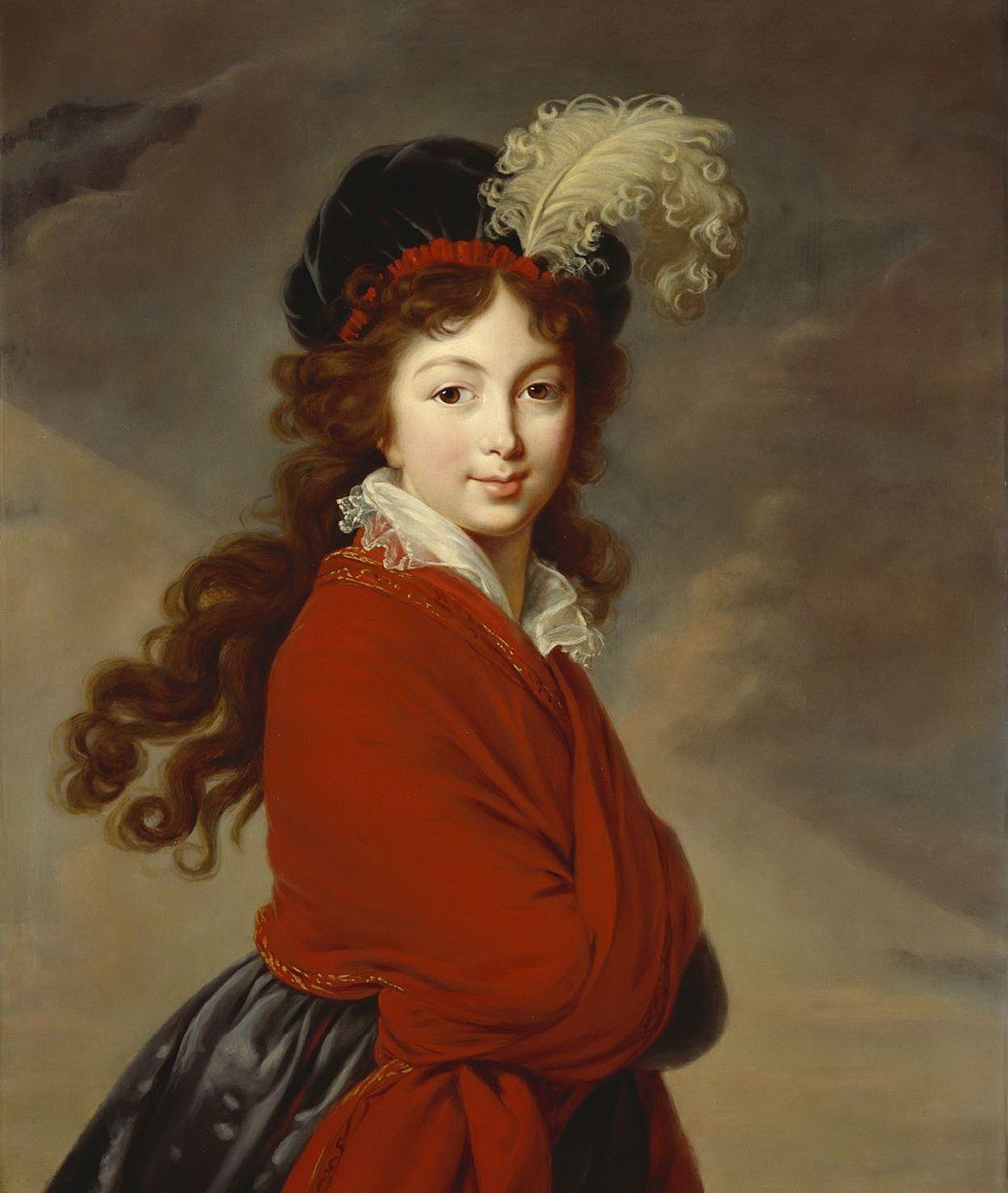
Anna nagyhercegné (1796; Élisabeth Vigée Le Brun)

1808. október 28-án Anna Fjodorovnának törvénytelen fia született, aki az Eduard Edgar Schmidt-Löwe (1808–1892) nevet viselte. A gyermek apja valószínűleg Jules Gabriel Emile de Seigneux, egy francia nemesember volt. Eduardot később anyai nagybátyja, I. Ernő szász–coburg–gothai herceg fogadta örökbe 1818. január 10-én; és a gyermek ettől kezdve a von Löwenfels vezetéknevet viselte.
A nagyhercegné később Bernbe költözött, ahol életet adott másik törvénytelen utódjának, Louise Hilda Agnesnek (1812–1837). Louise Hilda édesapja Rodolphe Abraham de Schiferli, egy svájci sebész volt, aki Anna Fjodorovna orvosaként dolgozott 1812-től 1837-ig. Hogy második botlását is elrejtsék, a család nyomására a nagyhercegné örökbe adta leányát egy franciaországi menekültnek, Jean François Joseph d’Aubert-nek.
1814-ben Konsztantyin nagyherceg megpróbálta hazacsábítani a feleségét, azonban nem járt szerencsével. Anna Fjodorovna ekkor az Aare folyó partján lakott, ahol vett egy kis házat, melyet az „Elfenau” névre keresztelt. Élete hátralevő részét itt élte le, hódolva zeneszeretetének. Otthona a kor muzsikusainak egyik kedvenc szalonjává vált.
1820. március 20-án hivatalosan is kimondták Konsztantyin nagyherceg és Anna Fjodorovna válását. A nagyherceg még abban az évben újranősült, majd tizenegy év múlva meghalt. A nagyhercegné harminc évvel élte túl a férjét; 1860. augusztus 15-én hunyt el berni házában. Fia, Eduard feleségül vette I. Ernő törvénytelen leányát, Bertha von Schauensteint; leánya, Louise Hilda 1834-ben hozzáment Jean Samuel Edouard Dapples-hez.